# واکنش کیرسانوف
واکنش کیرسانوف (به انگلیسی: Kirsanov reaction) روشی برای سنتز برخی ترکیبات آلی فسفر است. در این واکنش یک فسفین نوع سوم با یک هالوژن و سپس یک آمین ترکیب می‌شود و یک ایمینوفسفین تشکیل می‌دهد که یک لیگاند و واکنش‌گر مفید است. واکنش متداول شامل برهم‌کنش تری‌فنیل‌فسفین با برم و تشکیل برموتری‌فنیل‌فسفونیوم برمید است:
Ph۳P + Br۲ → Ph۳PBr+Br−
این نمک در معرض محلول حاوی آلکیلامین‌ها تصفیه شده و ایمینوفسفران بدست می‌آید:
Ph۳PBr+Br− + ۳ RNH۲ → Ph۳PNR + ۲ RNH۳+Br−
این روش زمانی استفاده می‌شود که واکنش متداول اشتاودینگر قابل استفاده نباشد، یعنی زمانی که آزید آلی برای تولید ایمینوفسفران در دسترس نباشد؛ بنابراین، برای تولید ایمینوفسفران از آلکیل آمین‌ها استفاده می‌شود.